# 薩默菲爾德 (馬里蘭州)
薩默菲爾德（英語：Summerfield）是位於美國馬里蘭州佐治王子縣的一個普查規定居民點。

## 人口
根據2020年美國人口普查的數據，薩默菲爾德的面積為9.46平方千米，當中陸地面積為9.43平方千米，而水域面積為0.03平方千米。當地共有人口14758人，而人口密度為每平方千米1,560.04人。